# شوک به سیستم
شوک به سیستم (انگلیسی: A Shock to the System) فیلمی آمریکایی در سبک کمدی سیاه است که در سال ۱۹۹۰ منتشر شد.

## بازیگران
- مایکل کین
- الیزابت مک‌گاورن
- سوزی کرتز
- هویلند موریس
- جنی رایت
- جان مک‌مارتین
- مایک استار
- پیتر ریجرت
- ویل پاتون